# Contea di Biyang
La contea di Biyang (泌阳县S, Bìyáng XiànP) è una contea della Cina, situata nella provincia di Henan e amministrata dalla prefettura di Zhumadian.